# Hồ Crno
Hồ Crno (tiếng Montenegro: Crno jezero, nghĩa là "hồ đen") là một hồ ở thị xã Žabljak, miền bắc Montenegro.
Đây là một hồ đóng băng, nằm ở núi Durmitor, trên độ cao 1.416 m, cách thành phố Žabljak khoảng 3 km.

## Địa lý
Hồ Crno nằm ở chân ngọn Međed và rộng 0,515 km². Hồ gồm 2 hồ nhỏ hơn là hồ Veliko jezero và Malo jezero, theo nghĩa đen là hồ lớn và hồ nhỏ. Hai hồ này nối với nhau bằng một eo nhỏ. Về mùa hè, eo này bị khô, do đó tạo thành 2 hồ riêng.
- Hồ lớn có diện tích 0,338 km², chỗ sâu nhất là 24,5 m, chỗ dài nhất là 855 m và chỗ rộng nhất là 615 m.
- Hồ nhỏ có diện tích 0,177 km², chỗ sâu nhất là 49,1 m, chỗ dài nhất là 605 m và chỗ rộng nhất là 400 m.

Chiều dài tối đa của toàn bộ hồ Crno là 1.155 m. Hiện nay Hồ nhỏ có thể tích lớn hơn, do có chiều sâu lớn hơn.
Hồ Crno được vô số dòng nước từ núi chảy vào, dòng lớn nhất là dòng Mlinski. Các dòng khác không có tên và chỉ xuất hiện định kỳ, khi tuyết trên núi Durmitor tan ra.

## Du lịch
Hồ Crno Lake là nơi hấp dẫn du khách nhất của vùng núi Durmitor. Đây là hồ lớn nhất và nổi tiếng nhất trong số 18 hồ đóng băng trên núi này. Các du khách có thể tới đây dễ dàng bằng cách đi bộ từ trung tâm thành phố Žabljak.
Đường mòn đi bộ dài 3,5 km chung quanh toàn bộ hồ là nơi các người đi bộ đường xa và giải trí ưa thích. Rất nhiều đường mòn trong núi xuất phát từ hồ này tới các hồ nhỏ hơn chung quanh thành phố Žabljak. Tiệm ăn Katun nằm trên bờ hồ này phục vụ các món ăn truyền thống của người Montenegro.